# División de Honor (Schach) 1999
Die División de Honor (Schach) 1999 war die fünfte Saison der División de Honor und gleichzeitig die 43. Spanische Mannschaftsmeisterschaft im Schach, sie wurde mit zehn Mannschaften ausgetragen. Meister wurde die Mannschaft von CA Marcote Mondariz, während der Titelverteidiger CA Epic-Barcino Terrassa nicht über den neunten Platz hinauskam und damit in die Primera División absteigen musste. Aus der Primera División waren CA Palm Oasis Maspalomas, RC Labradores Sevilla und CA Alzira-Hilaturas Presencia aufgestiegen. Während Maspalomas und Sevilla den Klassenerhalt erreichten, musste Alzira zusammen mit CA Epic-Barcino Terrassa und CA Endesa Ponferrada absteigen.
Zu den Mannschaftskadern der teilnehmenden Vereine siehe Mannschaftskader der División de Honor (Schach) 1999.

## Modus
Die zehn teilnehmenden Mannschaften spielten ein einfaches Rundenturnier. Die drei Letzten stiegen in die Primera División ab und wurden durch die Aufsteiger aus der Primera División ersetzt. Gespielt wurde an vier Brettern, über die Platzierung entschied zunächst die Zahl der Brettpunkte (ein Punkt für einen Sieg, ein halber Punkt für ein Remis, kein Punkt für eine Niederlage), anschließend die Anzahl der Mannschaftspunkte (zwei Punkte für einen Sieg, ein Punkt für ein Unentschieden, kein Punkt für eine Niederlage). 

## Termine und Spielort
Das Turnier wurde vom 8. bis 16. November in Cala Galdana ausgetragen.

## Saisonverlauf
Bis zur 6. Runde lag UGA Barcelona an der Tabellenspitze, in der 7. Runde übernahm CA Marcote Mondariz durch einen Sieg gegen UGA die Führung und gab sie nicht mehr ab. CA Epic-Barcino Terrasa und CA Endesa Ponferrada waren am Tabellenende klar abgeschlagen und standen vorzeitig als Absteiger fest. Die Entscheidung über den dritten Absteiger fiel erst in der Schlussrunde, letztendlich hatte CA Alzira-Hilaturas Presencia bei gleichen Brett- und Mannschaftspunkten gegenüber RC Labradores Sevilla nur aufgrund der Niederlage im direkten Vergleich das Nachsehen.

## Abschlusstabelle
| Pl. | Verein                            | Sp | G | U | V | Brett-P.  | Mannsch.-P. |
| --- | --------------------------------- | -- | - | - | - | --------- | ----------- |
| 01. | CA Marcote Mondariz               | 9  | 8 | 1 | 0 | 26,5:9,5  | 17:1        |
| 02. | UGA Barcelona                     | 9  | 7 | 1 | 1 | 25,0:11,0 | 15:3        |
| 03. | CA La Caja de Canarias            | 9  | 5 | 2 | 2 | 22,0:14,0 | 12:6        |
| 04. | CE Terrassa                       | 9  | 4 | 1 | 4 | 20,5:15,5 | 9:9         |
| 05. | CA Palm Oasis Maspalomas (N)      | 9  | 5 | 1 | 3 | 19,5:16,5 | 11:7        |
| 06. | UE Foment Martinenc Barcelona     | 9  | 3 | 4 | 2 | 19,5:16,5 | 10:8        |
| 07. | RC Labradores Sevilla (N)         | 9  | 3 | 1 | 5 | 18,0:18,0 | 7:11        |
| 08. | CA Alzira-Hilaturas Presencia (N) | 9  | 2 | 3 | 4 | 18,0:18,0 | 7:11        |
| 09. | CA Epic-Barcino Terrassa (M)      | 9  | 1 | 0 | 8 | 7,5:28,5  | 2:16        |
| 10. | CA Endesa Ponferrada              | 9  | 0 | 0 | 9 | 3,5:32,5  | 0:18        |

### Entscheidungen
|     | spanischer Mannschaftsmeister: CA Marcote Mondariz                                                               |
|     | Absteiger in die Primera División: CA Alzira-Hilaturas Presencia, CA Epic-Barcino Terrassa, CA Endesa Ponferrada |
| (M) | Titelverteidiger                                                                                                 |
| (N) | Vorjahresaufsteiger                                                                                              |

### Kreuztabelle
| Ergebnisse | Ergebnisse                    | 01. | 02. | 03. | 04. | 05. | 06. | 07. | 08. | 09. | 10. |
| ---------- | ----------------------------- | --- | --- | --- | --- | --- | --- | --- | --- | --- | --- |
| 01.        | CA Marcote Mondariz           |     | 2½  | 3½  | 2½  | 3½  | 3   | 2½  | 2   | 3½  | 3½  |
| 02.        | UGA Barcelona                 | 1½  |     | 2½  | 2½  | 3   | 2   | 3½  | 2½  | 4   | 3½  |
| 03.        | CA La Caja de Canarias        | ½   | 1½  |     | 3   | 3   | 2   | 2½  | 2   | 3½  | 4   |
| 04.        | CE Terrassa                   | 1½  | 1½  | 1   |     | 1½  | 2   | 2½  | 2   | 4   | 3½  |
| 05.        | CA Palm Oasis Maspalomas      | ½   | 1   | 1   | 2½  |     | 2½  | 2½  | 2   | 4   | 3½  |
| 06.        | UE Foment Martinenc Barcelona | 1   | 2   | 2   | 2   | 1½  |     | 2   | 2½  | 3½  | 3   |
| 07.        | RC Labradores Sevilla         | 1½  | ½   | 1½  | 1½  | 1½  | 2   |     | 2½  | 3   | 4   |
| 08.        | CA Alzira-Hilaturas Presencia | 2   | 1½  | 2   | 1   | 2   | 1½  | 1½  |     | 3   | 3½  |
| 09.        | CA Epic-Barcino Terrassa      | ½   | 0   | ½   | 0   | 0   | ½   | 1   | 1   |     | 4   |
| 10.        | CA Endesa Ponferrada          | ½   | ½   | 0   | ½   | ½   | 1   | 0   | ½   | 0   |     |

## Die Meistermannschaft
| 1.            | CA Marcote Mondariz                                                                        |
| Schachfiguren | Giorgi Giorgadse, Francisco Vallejo Pons, Zenón Franco Ocampos, Roberto Páramos Domínguez. |